# God of War: Saga Collection
God of War: Saga es una colección de las cinco entregas de God of War para PlayStation 3. La colección, junto con la colección de inFamous y la colección de Ratchet & Clank, fueron los primeros lanzamientos en la nueva línea de Colecciones de Sony de PlayStation. Los juegos que aparecen en la colección incluyen God of War I, God of War II, God of War III, God of War: Chains of Olympus y God of War: Ghost of Sparta. Cuenta con dos discos Blu-Ray (incluyendo God of War I y God of War II en el primer disco y en el segundo viene God of War III), y un código para descargar Chains of Olympus y Ghost of Sparta. Los juegos conservan las mismas características que sus primeros lanzamientos para la PS3. Además de los juegos, la colección cuenta con contenido extra exclusivo y un código para un mes de prueba de PlayStation Plus. God of War: Saga fue lanzado el 28 de agosto de 2012 en América del Norte. Su precio en Amazon Norteamérica es de $39,99, el precio también es mostrado en el tráiler. Para celebrar el lanzamiento de God of War: Saga, PlayStation.Blog tuvo un conteo semanal de los cinco momentos más épicos de God of War votadas por la comunidad de Facebook de God of War. "La muerte de Ares" (de God of War) fue votado como el momento más épico de God of War.
En América Latina, una versión exclusiva de God of War, titulada God of War: Omega Collection, fue lanzada en noviembre de 2012. La colección Omega cuenta con tres discos Blu-ray, en lugar de dos, con Chains of Olympus, Ghost of Sparta y God of War III incluido en el tercer disco. También incluye un caso de juego SteelBook con ilustraciones exclusivas y una estatua de bronce de la edición limitada de Kratos, creado por un artista argentino.

## Recepción
La colección Saga también recibió elogios. Ryan Fleming de Tendencias Digitales escribió que la colección "es quizá la mejor compra de valor para cualquier consola disponible", y que para los fanes de la serie "Esta colección es para usted". Como todos los juegos (con la excepción de God of War III) están disponibles para su descarga, "probablemente serán redundantes". Sin embargo, nuevos o inexpertos jugadores deben comprarlo. Fleming añadió que era extraño que los juegos de PSP se incluyeron como descargas y le gustaría haber visto contenido de God of War sobre la PlayStation Vita. Jeffrey L. Wilson de PC Magazine le dio a la colección un 4 de 5 y lo llamó "una compra excelente para cualquiera que busque acción cinemática, empapado de sangre – especialmente los jugadores nuevos de esta saga les sale genial conseguir todos los cinco títulos por el precio de uno", pero agregó que durante mucho tiempo los fanes de tiempo no pueden encontrar mucho valor en la colección.